# Schoenlandella minor
Schoenlandella minor är en stekelart som först beskrevs av Szepligeti 1914.  Schoenlandella minor ingår i släktet Schoenlandella och familjen bracksteklar. Inga underarter finns listade i Catalogue of Life.